# Slag bij Simancas
De Slag bij Simancas was een veldslag in het jaar 939 op het Iberisch Schiereiland. De strijd begon op 1 augustus 939 en duurde meerdere dagen. De troepen van de koning van León Ramiro II stonden tegenover deze van de Omajjaden kalief Abd al-Rahman III voor de stadsmuren van Simancas aan de Douro. Arabische kroniekschrijvers noemen deze slag Alhandega of al-Khandaq. De doelstelling was de controle over de landen ten noorden en ten zuiden van de Douro. De Douro was over een lange strook de natuurlijke grens tussen het christelijke koninkrijk León en het islamitische kalifaat van Cordoba.

## Verloop
In 934, vijf jaar voor de veldslag, had Abd al-Rahman zich in het christelijke noorden begeven. Hij had er soldaten geronseld, met de hulp van de Moorse gouverneur van Zaragoza, Abu Yahya. Dit Moorse leger was fors uitgebreid geworden. 
Als reactie had Ramiro II van León een leger op de been gebracht. Het bestond uit eigen troepen van León aangevuld met troepen geleid door Ferdinand González, de eerste autonome graaf van Castilië, en troepen vanuit Navarra onder leiding van García I van Navarra. In 939 was het verenigd christelijk leger sterk genoeg om de Arabieren aan te vallen. 
Zowel christelijke als Arabische kroniekschrijvers spreken over een zonsverduistering op de eerste dag van de strijd. Christenen beschreven het als volgt: Toen het leger in de buurt van Simancas aankwam, was er een vreselijke zonsverduistering die de aarde met donkergele schijn bedekte op de middag en het vervulde ons en de ongelovigen met angst, omdat niemand in hun leven zoiets als dit had gezien. Er gingen twee dagen voorbij zonder dat een van beide partijen beweging maakte. In een legende over de veldslag werd verhaald hoe de heilige Aemilianus van Cogolla (6e eeuw) meevocht met koning Ramiro II.
De strijd duurde enkele dagen, waarna de geallieerde christelijke troepen als overwinnaars uit de strijd kwamen. 
Furtun ibn Muhammad, wali van Huesca, hield zijn troepen afzijdig van de strijd. Hij werd opgejaagd in de buurt van Calatayud door Salama ibn Ahmad ibn Salama, naar Córdoba gebracht en gekruisigd voor zijn Al-Qasr. 

## Gevolg
Voor het eerst in eeuwen drongen christelijke troepen door bezuiden de Douro. Ze konden de veroveringen echter niet consolideren. Tientallen jaren later, in de jaren 1070-1080, lukte het koning Alfons VI van León wel vaste voet te krijgen bezuiden zijn koninkrijk.